# Sihel Sinahs
Sihel Zigai Sinahs, även känd som The Humble Dapper, född 30 augusti 1984, är en svensk DJ och eventplanerare från Göteborg. Han har bland annat agerat officiell DJ till rapparen Parham samt manager till hiphopduon Bennett och till musikproducenten Filip Hunter. Som DJ har Sinahs värmt upp inför konsertakter som D'Angelo, Chaka Khan, Keri Hilson, Ginuwine, Teedra Moses, Tower Of Power, Musiq Soulchild, Joe, Xzibit och J. Cole. Sinahs spelar återkommande i radiokanalen SR P3 med utvalda mixar av hiphop, R&B och soul.